# 泣いてたまるか
『泣いてたまるか』（ないてたまるか）は、TBS系列で1966年から1968年まで放映された、1話完結形式の連続テレビドラマ。渥美清、青島幸男、中村嘉津雄が主演し、1986年に西田敏行の主演でリメイク版が放送された。テレビ放映が好評を得て、コント55号の坂上二郎を主人公として1971年に映画化された。

## 概要
本作品は渥美清が毎回異なる役柄を演ずる。監督と脚本も毎回異なり、単演する渥美の負担を考慮し、1966年10月の2クール目第14回から青島幸男と隔週交代で出演する。都会的な青島が加入して作品の舞台が広がり人気が高まる。青島の降板後は再び渥美が単独で主演するが、職業は教員一遍となり当初の設定と異った。
1967年10月から再び中村嘉津雄との交互の出演体制になり、当初の設定である毎回違った役柄、職業という基本路線に戻った。渥美と中村の出演回は国際放映とTBSの制作で、青島版は松竹テレビ室とTBSの制作となっている。全80話のドラマの脚本家には50名、監督には邦画各社からの著名な映画監督含め40名近くがこの制作に加わっている。
のちに著名となる俳優や女優が脇役を務め、映画監督、脚本家、作家らが多数手掛け、渥美清と山田洋次の親交が深まり、『男はつらいよ』シリーズへ至る。渥美主演の1クール分（第1話から13話）と渥美主演の3クール分先生編（第41話から54話）は、野球のナイター中継があったため毎週放映されていない。
オリジナル版は東急田園都市線青葉台駅周辺でロケーションし、再開発が緒に就いたばかりの青葉台の貴重な映像を見ることができる。
オリジナル版放映後の1971年には坂上二郎の主演による『泣いてたまるか』の映画化があり、1976年1月11日には渥美によるスペシャル版『泣いてたまるか 男は心だよ』が放送された。
2005年 - 2006年に渥美清主演版の全54話が『渥美清の泣いてたまるか』として解説書付DVDとして発売された。
無料衛星放送では初めて、2015年1月からTwellVが毎週土曜13時45分から15時45分にハイビジョン・リマスター版で抜粋を放送した。2015年10月から2017年3月まで、地上波では初めて、千葉テレビ放送が毎週水曜20時00分から21時00まで同様のハイビジョン・リマスター版を放送した。船橋競馬の「ハートビートナイター」開催日はマルチチャンネルのためにリマスター版を標準画質で放送した。
リメイク版
1986年 - 1987年にオリジナル版の毎回違った役柄、職業の設定そのままに、20年ぶりに西田敏行主演でリメイク版の『泣いてたまるか』12話が制作された。
西田主演リメイク版も解説書付DVDが発売されている。

## 主人公

### オリジナル版
- 渥美清（全54話主演）
- 青島幸男（全14話主演）
- 中村嘉津雄（全12話主演）

### スペシャル版
- 渥美清（全1話主演）

### リメイク版
- 西田敏行（全12話主演）

### 映画版
- 坂上二郎（1971年度作品）

## 泣いてたまるか

### スタッフ（国際放映）
- プロデューサー：岡本良介、高島幸夫、保泉章二、茨常則、海老原繁久、香取雍史
- 脚本：野村芳太郎、桜井康裕、山根優一郎、鈴木尚之、掛札昌裕、光畑碩郎、高岡尚平、橋田壽賀子、関沢新一、早坂暁、笠原良三、家城巳代治、大川久男、渡邊祐介、山田洋次、井手雅人、大石隆一、清水邦夫、橋本忍、大原清秀、山中恒、佐藤純彌、高岡尚平、深作欣二、北野夏生、山内泰雄、入江昭夫、木下惠介、山田太一、早坂暁、乙武英樹、灘千造、森﨑東、家城秀男、稲垣俊、大川タケシ、秋山透、内田栄一
- 撮影：森隆吉、坪井誠
- 照明：田中良正、岡庭正隆
- 録音：江口賢次郎（東京テレビ映画）、成田茂、泉田正雄、沼田春雄
- 美術：朝生治男
- 編集：平木康雄
- 助監督：今村明男、平松弘至、榎本冨士夫、新津左兵、浜田徹
- 音楽：木下忠司
  - 主題歌：「泣いてたまるか」クラウンレコード
  - 作詞：良池まもる
  - 作曲：木下忠司
  - 唄：渥美清（渥美清主演の時）
  - 唄：木更津次郎（中村嘉津雄主演の時）
- 制作担当：奧原徳太郎、小坂井郁也、小林晋貮
- 舞台装置：美建興業株式会社
- 出版：弘文堂
- 現像：東京テレビ映画→TBS映画社
- 監督：中川晴之助、山際永三、佐伯孚治、高橋繁男、下村堯二、渡邊祐介、真船禎、松林宗恵、家城巳代治、飯島敏宏、瀬川昌治、佐藤純彌、神谷吉彦、今井正、福田純、枝川弘、平松弘至、深作欣二、小山幹夫、今井正、吉野安雄、大槻義一、鈴木英夫、降旗康男、井上博、望月優子、香月敏郎
- 制作：国際放映、TBS

### スタッフ（松竹テレビ室）
- プロデューサー：山内静夫
- 脚本：斎藤良輔 、菅野昭彦、笠原良三、雪室俊一、青島幸男、松木ひろし、石松愛弘、山田洋次、下飯坂菊馬、芦沢俊郎、藤田秀弥、金城哲夫、小林久三
- 撮影：荒野諒一、小原治夫、青木澄夫、倉持友一、上田浩
- 監督補：福田幸平
- 美術：浦山芳郎、重田重盛
- 録音：小林英男
- 照明：本橋昭一
- 編集：北見精一
- 助監督：福田幸平、熊谷勲、永塩良輔、白木慶二、今関健一、増田彬
- 制作主任：末松昭太郎
- 装置：伊藤政義
- 装飾：坂下勝治、菊武敏行、石井勇
- 記録：長谷川幸子
- 結髪：細井栄子
- 進行：斎藤稔
- 調音：松竹録音スタジオ
- 衣裳：松竹衣裳
- 現像：東洋現像所
- 出版：東北新社
- 音楽：木下忠司
  - 主題歌：「泣いてたまるか」
  - 作詞：良池まもる
  - 作曲：木下忠司
  - 唄：青島幸男
- 監督：生駒千里、酒井欣也、的井邦雄、松野宏軌、青島幸男、桜井秀雄、酒井辰雄、森﨑東、菊池靖、野崎正郎、円谷一、水川淳三
- 制作：松竹テレビ室、TBS

### 放送リスト
オリジナル版
- 製作：国際放映、松竹テレビ室、TBS
- 放送局：TBS系列
- 放送期間：1966年4月17日 - 1968年3月31日
- 放送時間：毎週日曜日、20：00 - 20：56
- 放送回数：全80回
- 放送形式：モノクロ

| 話数 | 放送日     | サブタイトル                 | 脚本                | 監督       | 主役              | 主なゲスト                                                                                           |
| ---- | ---------- | ---------------------------- | ------------------- | ---------- | ----------------- | --- |
| 1    | 1966/04/17 | ラッパの善さん               | 野村芳太郎          | 中川晴之助 | 渥美清            | 左幸子、小山明子、イーデス・ハンソン、穂積隆信、戸浦六宏、武智豊子、 江幡高志、坊屋三郎、田中筆子 ※1 |
| 2    | 1966/04/24 | やじろべえ夫婦               | 桜井康裕 山根優一郎 | 山際永三   | 渥美清            | 四方晴美、伊志井寛、曽我町子、森川信、南廣                                                           |
| 3    | 1966/05/08 | ビフテキ子守唄               | 鈴木尚之 掛札昌裕   | 佐伯孚治   | 渥美清            | 京塚昌子、黒柳徹子、藤村有弘、悠木千帆、清川虹子                                                     |
| 4    | 1966/05/22 | オールセーフ                 | 光畑碩郎 高岡尚平   | 高橋繁男   | 渥美清            | 津島恵子、佐藤英夫、進藤英太郎、高橋とよ、近藤和彦（大洋ホエールズ）、 渡辺謙太郎                    |
| 5    | 1966/06/05 | 二人になりたいッ             | 橋田壽賀子          | 下村堯二   | 渥美清            | 広瀬みさ、左卜全、原泉、佐藤友美、初井言榮                                                           |
| 6    | 1966/06/19 | 浪花節だよ人生は             | 山根優一郎          | 高橋繁男   | 渥美清            | 柳川慶子、春川ますみ、早川保、松村達雄、小松方正                                                     |
| 7    | 1966/07/03 | あすは死ぬぞと               | 関沢新一            | 渡邊祐介   | 渥美清            | 弘田三枝子、北あけみ、花沢徳衛、西村晃、バーブ佐竹（特別出演）                                       |
| 8    | 1966/07/17 | ああ誕生                     | 早坂暁              | 真船禎     | 渥美清            | 春川ますみ、殿山泰司、渡辺文雄、笠置シヅ子、鈴木やすし                                               |
| 9    | 1966/08/07 | おお独身くん！               | 笠原良三            | 松林宗恵   | 渥美清            | 中村玉緒、山茶花究、河野秋武、三井弘次、桜むつ子                                                     |
| 10   | 1966/08/14 | さらば飛行服                 | 家城巳代治          | 家城巳代治 | 渥美清            | 夏圭子、加藤嘉、潮万太郎、浜村純、加藤剛（特別出演） ※3                                              |
| 11   | 1966/08/28 | 先輩後輩                     | 大川久男 渡邊祐介   | 渡邊祐介   | 渥美清            | 太宰久雄、緑魔子、石橋蓮司、天知茂（特別出演）、藤山寛美（特別出演）                                 |
| 12   | 1966/09/11 | 子はかすがい                 | 山田洋次            | 飯島敏宏   | 渥美清            | 市原悦子、栗原小巻、矢野宣、川上夏代、東野英治郎 ※4                                                  |
| 13   | 1966/09/25 | さよなら敬礼！               | 井手雅人            | 瀬川昌治   | 渥美清            | 左時枝、賀原夏子、小山田宗徳、西村晃、三上真一郎                                                     |
| 14   | 1966/10/02 | 生まれてはみたけれど         | 斎藤良輔 ※5         | 生駒千里   | 青島幸男          | 稲垣美穂子、中村信二郎、中村光輝                                                                     |
| 15   | 1966/10/09 | 帰れ！わが胸に               | 光畑碩郎            | 佐藤純彌   | 渥美清            | 岡本佳津子、高峰三枝子、太宰久雄、松村達雄、入川保則                                                 |
| 16   | 1966/10/16 | かわいい怪獣ナキラ           | 菅野昭彦            | 酒井欣也   | 青島幸男          | 桑野みゆき、中村是好、市川寿美礼                                                                     |
| 17   | 1966/10/23 | 僕も「逃亡者」               | 大石隆一            | 山際永三   | 渥美清            | 田中邦衛、原ひさ子、浜田寅彦、森川信、睦五郎                                                         |
| 18   | 1966/10/30 | 走れ！若番頭                 | 笠原良三            | 的井邦雄   | 青島幸男          | 香山美子、ミヤコ蝶々、南都雄二                                                                       |
| 19   | 1966/11/06 | 豚とマラソン                 | 清水邦夫            | 家城巳代治 | 渥美清            | 梓瑛子、舟橋元、関千恵子、渡辺篤、ミッキー安川                                                       |
| 20   | 1966/11/13 | ハイ、電報です               | 雪室俊一            | 松野宏軌   | 青島幸男          | 佐々木愛、大辻伺郎、大坂志郎                                                                         |
| 21   | 1966/11/20 | あゝ高砂や                   | 大石隆一            | 神谷吉彦   | 渥美清            | 左幸子、夏圭子、六本木真、石山健二郎、天草四郎                                                       |
| 22   | 1966/11/27 | 月給43,200円                 | 青島幸男            | 青島幸男   | 青島幸男 （二役） | 姫ゆり子、藤村有弘、清水元、浦辺粂子、前田武彦                                                       |
| 23   | 1966/12/04 | その一言がいえない           | 橋本忍              | 中川晴之助 | 渥美清            | 佐藤オリエ、東野英治郎、太宰久雄、松本克平、永井智雄                                                 |
| 24   | 1966/12/11 | カーテンが今あがる           | 松木ひろし          | 桜井秀雄   | 青島幸男          | 小波月子（SKD）、西尾三枝子、久松保夫、細川俊夫、佐藤英夫                                            |
| 25   | 1966/12/18 | お家が欲しいの               | 橋田壽賀子          | 高橋繁男   | 渥美清            | 長谷川裕見子、名古屋章、山茶花究、蔵忠芳、梅津栄                                                     |
| 26   | 1966/12/25 | インスタント探偵物語         | 石松愛弘            | 酒井辰雄   | 青島幸男          | 九重佑三子、浪花千栄子、牟田悌三                                                                     |
| 27   | 1967/01/01 | なつかしいあいつ             | 山田洋次            | 森﨑東 ※6  | 青島幸男          | 野川由美子、織賀邦江、宮本信子、塚本信夫、ハナ肇                                                     |
| 28   | 1967/01/08 | ある結婚                     | 光畑碩郎            | 今井正     | 渥美清            | 久我美子、小沢昭一、原知佐子、山東昭子、長山藍子                                                     |
| 29   | 1967/01/15 | ミスター・ポチ               | 下飯坂菊馬          | 生駒千里   | 青島幸男          | 吉村実子、文野朋子、飯田蝶子、多々良純、柳家金語楼                                                   |
| 30   | 1967/01/22 | 恋をつまびく                 | 大原清秀            | 佐伯孚治   | 渥美清            | 入江若葉、宮本信子、佐野浅夫、北林谷栄、長谷川明男                                                   |
| 31   | 1967/01/29 | 兄いもうと                   | 芦沢俊郎            | 菊池靖     | 青島幸男          | 天田俊明、長谷川澄子、山東昭子、三宅邦子、三井弘次                                                   |
| 32   | 1967/02/05 | リモコン亭主                 | 関沢新一            | 福田純     | 渥美清            | 久我美子、藤岡琢也、石井愃一、関千恵子、須賀不二男                                                   |
| 33   | 1967/02/12 | 空にひろった恋               | 藤田秀弥 菅野昭彦   | 野崎正郎   | 青島幸男          | 村松英子、中山仁、賀原夏子、青野平義、中村伸郎 ※7                                                    |
| 34   | 1967/02/19 | ウルトラおやじとひとりっ子   | 山根優一郎          | 高橋繁男   | 渥美清            | 佐々木愛、富川澈夫、殿山泰司、藤村有弘、松村達雄                                                     |
| 35   | 1967/02/26 | 翼あれば                     | 金城哲夫            | 円谷一     | 青島幸男          | 小山明子、石橋エータロー、柳谷寛、大滝秀治、下村勉                                                   |
| 36   | 1967/03/05 | まんが人生                   | 光畑碩郎            | 枝川弘     | 渥美清            | 岸久美子、犬塚弘、中村是好、戸浦六宏、久里千春                                                       |
| 37   | 1967/03/12 | 男なら                       | 小林久三            | 菊池靖     | 青島幸男          | 葉山葉子、小坂一也、高津住男、内藤武敏、益田喜頓                                                     |
| 38   | 1967/03/19 | ああ純情くん                 | 家城巳代治          | 神谷吉彦   | 渥美清            | 赤沢亜沙子、木村俊恵、平幹二朗、松本克平、川口敦子                                                   |
| 39   | 1967/03/26 | 明日があるさ                 | 菅野昭彦            | 水川淳三   | 青島幸男          | 野口ふみえ、大泉滉、十朱久雄、南利明、福田豊土                                                       |
| 40   | 1967/04/02 | 僕もガードマン               | 山中恒 佐藤純彌     | 佐藤純彌   | 渥美清            | 京塚昌子、井上清子、蔵忠芳、見明凡太朗、関敬六                                                       |
| 41   | 1967/04/09 | 先生早とちりをする           | 光畑碩郎            | 飯島敏宏   | 渥美清            | 吉行和子、西田敏行、津坂匡章、沢田雅美、河内桃子                                                     |
| 42   | 1967/04/16 | 先生ラブレターを書く         | 橋田壽賀子          | 家城巳代治 | 渥美清            | 岩本多代、河原崎建三、高原駿雄、名古屋章、桑山正一                                                   |
| 43   | 1967/04/23 | 先生ニッポンへかえる         | 光畑碩郎            | 高橋繁男   | 渥美清            | 河内桃子、小夜福子、松村達雄、マコ岩松、ミッキー安川                                                 |
| 44   | 1967/05/07 | 先生しごかれる               | 高岡尚平            | 高橋繁男   | 渥美清            | 夏圭子、渡辺篤史、日高澄子、大塚道子、森川信、名古屋章                                               |
| 45   | 1967/05/21 | 先生初恋の人に逢う           | 高岡尚平            | 下村堯二   | 渥美清            | 小山明子、河内桃子、中山昭二、北村和夫、桜むつ子                                                     |
| 46   | 1967/06/04 | 先生仲人をする               | 光畑碩郎            | 平松弘至   | 渥美清            | 佐藤オリエ、河内桃子、東山千栄子、藤田弓子、松本克平                                                 |
| 47   | 1967/06/18 | 先生故郷へかえる             | 橋田壽賀子          | 神谷吉彦   | 渥美清            | 宮本信子、浦辺粂子、中村是好、人見きよし、佐々木功                                                   |
| 48   | 1967/07/02 | 先生週刊誌にのる             | 深作欣二 北野夏生   | 深作欣二   | 渥美清            | 河内桃子、名古屋章、中原早苗、小松方正、高松英郎                                                     |
| 49   | 1967/07/16 | 先生推理する                 | 光畑碩郎            | 枝川弘     | 渥美清            | 藤原釜足、森川信、桑山正一、澤田雅美、桜むつ子                                                       |
| 50   | 1967/07/23 | 先生海で溺れる               | 山内泰雄 佐藤純彌   | 佐藤純彌   | 渥美清            | 安井昌二、三上真一郎、市川好郎、浜村純、菅井きん                                                     |
| 51   | 1967/08/13 | 先生台北に飛ぶ               | 橋田壽賀子          | 神谷吉彦   | 渥美清            | 梓英子、文野朋子、原泉、李鳳、呉老吉、関敬六                                                         |
| 52   | 1967/08/20 | 先生勇気を出す               | 家城巳代治 入江昭夫 | 小山幹夫   | 渥美清            | 杉浦直樹、三島雅夫、河内桃子、東野孝彦、名古屋章                                                     |
| 53   | 1967/09/03 | 先生追い出される             | 山根優一郎          | 神谷吉彦   | 渥美清            | 小松方正、宮本信子、潮万太郎、中村是好、桑山正一、名古屋章                                           |
| 54   | 1967/09/17 | 先生、泣いてたまるか         | 高岡尚平            | 下村堯二   | 渥美清            | 串田和美、下元勉、河内桃子、広瀬昌助、増田順司                                                       |
| 55   | 1967/10/01 | 兄と妹                       | 家城巳代治          | 今井正     | 渥美清            | 原田芳男、寺田路恵、蟹江敬三、中野誠也、岩崎加根子                                                   |
| 56   | 1967/10/08 | 仰げば尊し                   | 家城巳代治          | 今井正     | 中村賀津雄        | 吉田日出子、杉山徳子、笠置シズ子、森川信                                                             |
| 57   | 1967/10/15 | ぼくのお父ちゃん             | 光畑碩郎            | 高橋繁男   | 渥美清            | 春川ますみ、吉村実子、藤江喜幸、殿山泰司、山本文郎、太宰久雄                                         |
| 58   | 1967/10/22 | 下町の青春                   | 山根優一郎          | 吉野安雄   | 中村賀津雄        | 茅島成美、谷隼人、梅津栄、嵐寛寿郎                                                                   |
| 59   | 1967/10/29 | ある日曜日                   | 木下惠介            | 大槻義一   | 渥美清            | 市原悦子、新克利、清水良英、木村俊恵、野中マリ                                                       |
| 60   | 1967/11/05 | 冬立ちぬ                     | 木下恵介            | 山際永三   | 中村賀津雄        | 愛京子、水戸光子、若水ヤエ子                                                                         |
| 61   | 1967/11/12 | 日本で一番もてない男         | 橋田壽賀子          | 高橋繁男   | 渥美清            | 佐藤オリエ、松村達雄、野村昭子、砂塚秀夫、花沢徳衛                                                   |
| 62   | 1967/11/19 | なぜ、お嫁にゆくの           | 山田太一            | 鈴木英夫   | 中村賀津雄        | 近藤洋介、永田靖、永井智雄                                                                           |
| 63   | 1967/11/26 | ああ無名戦士！               | 早坂暁              | 高橋繁男   | 渥美清            | 桜井啓子、津坂匡章、田中邦衛、加藤武、若宮忠三郎                                                     |
| 64   | 1967/12/03 | あゝお父さん                 | 高岡尚平            | 降旗康男   | 中村賀津雄        | 佐々木愛、文野朋子、石立鉄男、浦辺粂子、松村達雄                                                     |
| 65   | 1967/12/10 | ああ軍歌                     | 山田太一            | 今井正     | 渥美清            | 小山明子、大塚国夫、賀原夏子、西村晃、山形勲                                                         |
| 66   | 1967/12/17 | からすなぜ鳴く               | 乙武英樹            | 佐伯孚治   | 中村賀津雄        | 杉浦直樹、八木昌子、鮎川浩、市村俊幸、三崎千恵子                                                     |
| 67   | 1967/12/24 | 雪の降る街に                 | 灘千造              | 井上博     | 渥美清            | 左幸子、夏圭子、菊容子、中谷一郎、井川比佐志                                                         |
| 68   | 1968/01/07 | 吹けよ春風                   | 鈴木尚之 掛札昌裕   | 高橋繁男   | 渥美清            | 中原早苗、日高澄子、寺田史、山茶花究、中村賀津雄                                                     |
| 69   | 1968/01/14 | お嫁さんやーい               | 橋田壽賀子          | 小山幹夫   | 中村賀津雄        | 吉村実子、梓英子、益田喜頓                                                                           |
| 70   | 1968/01/21 | まごころさん                 | 野村芳太郎 森崎東   | 中川晴之助 | 渥美清            | 浜木綿子、ジェリー藤尾、賀原夏子、武智豊子、坊屋三郎                                                 |
| 71   | 1968/01/28 | ひとりで乾杯！               | 山根優一郎          | 小山幹夫   | 中村賀津雄        | 大原麗子、西尾三枝子、千石規子、澤村貞子                                                             |
| 72   | 1968/02/04 | 禁じられた遊び               | 清水邦夫            | 高橋繁男   | 渥美清            | 長谷川裕見子、十朱久雄、大坂志郎、松本克平、野村昭子                                                 |
| 73   | 1968/02/11 | 家つき、カーつき、ババアつき | 家城巳代治 家城秀男 | 望月優子   | 中村賀津雄        | 堀内美紀、北あけみ、望月優子、多々良純、穂積隆信                                                     |
| 74   | 1968/02/18 | 意地が涙を                   | 山根優一郎          | 小山幹夫   | 渥美清            | 坪内ミキ子、内田良平、花沢徳衛、関敬六、高津住男                                                     |
| 75   | 1968/02/25 | 東京よいとこ                 | 光畑碩郎            | 井上博     | 中村賀津雄        | 太地喜和子、加藤武、加藤嘉、石立鉄男、赤座美代子                                                     |
| 76   | 1968/03/03 | おゝ怪獣日本一               | 稲垣俊              | 佐伯孚治   | 渥美清            | 河内桃子、田中美恵子、片山真由美、野々浩介、小笠原章二郎 ※8 ※9                                       |
| 77   | 1968/03/10 | 僕は保夫さん                 | 大川タケシ 秋山透   | 香月敏郎   | 中村賀津雄        | 島かおり、水戸光子、春川ますみ                                                                       |
| 78   | 1968/03/17 | 東京流れ者                   | 内田栄一            | 高橋繁男   | 渥美清            | 久里千春、小松方正、松村達雄、名古屋章、中村賀津雄                                                   |
| 79   | 1968/03/24 | 川は涙の通り道               | 山根優一郎          | 平松弘至   | 中村賀津雄        | 笠置シズ子、真鍋明子、河野秋武                                                                       |
| 80   | 1968/03/31 | 男はつらい                   | 山田洋次 稲垣俊     | 飯島敏宏   | 渥美清            | 小坂一也、前田吟、太宰久雄、川口恵子、高品格                                                         |

- ※1 ナレーター：杉山真太郎
- ※2 監修：田坂具隆
- ※3 ナレーター：小山田宗徳
- ※4 ナレーター：芥川隆行
- ※5 原作：小津安二郎、伏見晃
- ※6 監修：山田洋次
- ※7 ナレーター：勝部演之
- ※8 ナレーター：福田豊土
- ※9 怪獣：鈴木邦夫、新垣輝雄、中村晴吉

## 渥美清泣いてたまるか 90分スペシャル

### 放送リスト
スペシャル版
- 製作：TBS
- 放送局：TBS系列
- 放送日：1976年1月11日
- 放送時間：日曜日、19：30 - 20：55（『サンデースペシャル』内）
- 放送回数：全1回
- 放送形式：カラー

| 話数 | 放送日     | サブタイトル | 脚本        | 監督     | 主人公 | 主なゲスト                                       |
| ---- | ---------- | ------------ | ----------- | -------- | ------ | ------------------------------------------------ |
| 1    | 1976/01/11 | 男は心だよ   | 光畑硯郎 ※1 | 高橋繁男 | 渥美清 | 麻田ルミ、清水章吾、松村達雄、市原悦子、佐藤英夫 |

- ※1 原案：光畑硯郎

## 西田敏行の泣いてたまるか

### スタッフ
- プロデューサー：大下晴義、戸井公平、山本典助(TBS)
- 脚本：山田洋次、黒土三男、松木ひろし、関根俊夫、高岡尚平、森﨑東、宮崎まさ夫、市川森一、古長直美、酒井あきよし、布勢博一、加瀬高之
- 撮影：石垣力、平川守利
- 照明：三ヶ尻進
- 技術協力：エス・シー・ティ
- 美術：金子幸雄、上村正三
- 助監督：高坂勉、寺島智和
- 制作主任：山際芳夫、福士茂
- 音楽：青山八郎
- 製作：国際放映、東阪企画、TBS

### 主題歌・挿入歌
※両楽曲共に、歌唱は西田敏行。
- 主題歌「人生ららばい」
  - 作詞：池田充男／作曲：青山八郎／編曲：飛澤宏元
- 挿入歌「心にてるてる坊主」
  - 作詞：秋元康／作曲：タケカワユキヒデ／編曲：飛澤宏元

### 放送リスト
リメイク版（西田敏行）
- 製作：国際放映、東阪企画、TBS
- 放送局：TBS系列(北陸放送・テレビ山口を除く）
- 放送期間：1986年10月21日 - 1987年1月20日
- 放送時間：毎週火曜日、21：00 - 21：54
- 放送回数：全12回
- 放送形式：カラー

| 話数 | 放送日     | サブタイトル                 | 脚本                | 監督     | 主役     | 主なゲスト                                                     |
| ---- | ---------- | ---------------------------- | ------------------- | -------- | -------- | -------------------------------------------------------------- |
| 1    | 1986/10/21 | 花嫁のお父ちゃん             | 山田洋次、 黒土三男 | 栗山富夫 | 西田敏行 | 野川由美子、有森也実、矢野泰二、アパッチけん、林美智子、堀広道 |
| 2    | 1986/10/28 | 目の上のたんこぶ             | 松木ひろし          | 杉村六郎 | 西田敏行 | 武田鉄矢（友情出演）、松あきら、東八郎、今井和子、大橋恵里子   |
| 3    | 1986/11/04 | 結婚に向かない二人           | 関根俊夫 ※1         | 小林俊一 | 西田敏行 | 岸本加世子（特別出演）、宅麻伸、犬塚弘、桜千晴、三崎千恵子     |
| 4    | 1986/11/11 | こんな男でよかったら         | 高岡尚平            | 鈴木利正 | 西田敏行 | 香山美子、渡辺えり子、赤木春恵、長谷川哲夫、清水綋治           |
| 5    | 1986/11/18 | 故郷は緑なりき               | 森﨑東、 宮崎まさ夫 | 飯島敏宏 | 西田敏行 | マッハ文朱、西村晃、長塚京三、堀江しのぶ、奥村公延             |
| 6    | 1986/11/25 | こちら突撃リポーター         | 松木ひろし          | 江崎実生 | 西田敏行 | 烏丸せつこ、西田健、江戸家猫八、塩沢とき                       |
| 7    | 1986/12/02 | 幽霊は不倫する               | 市川森一            | 中山三雄 | 西田敏行 | 万田久子、富田靖子、北詰友樹、木原清久、北川真由美             |
| 8    | 1986/12/09 | 父ちゃんはタクシードライバー | 古長直美            | 桜井秀雄 | 西田敏行 | 音無美紀子、川田美香、谷口真一                                 |
| 9    | 1986/12/16 | 人生の並木路                 | 酒井あきよし        | 森田光則 | 西田敏行 | 荻野目慶子、奈良富士子、伊武雅之、草見潤平                     |
| 10   | 1986/12/23 | ぼくの父さんはシェフ         | 布勢博一            | 脇田時三 | 西田敏行 | 川上恭尚、初井言榮、かとうかずこ、木野花                       |
| 11   | 1987/01/13 | 犬ちゃん恋におちて           | 加瀬高之 ※2         | 江崎実生 | 西田敏行 | 小田かおる、水野久美、桜むつ子、野村昭子                       |
| 12   | 1987/01/20 | 大当たり・これっきり         | 松木ひろし          | 杉村六郎 | 西田敏行 | 竹中直人、吉行和子、熊谷真実、ケーシー高峰                     |

- ※1 原案：山田洋次
- ※2 原案：下飯坂菊馬

## 泣いてたまるか 1971年度映画作品

### 解説
1966年にTBSで放映され人気だった番組の映画化。テレビ放映時にも脚本原案を提供していた山田洋次、稲垣俊とスタッフが制作に当たっている。監督は野村芳太郎、山田洋次の助監督を多く勤めた宮崎晃で、脚本も担当している。宮崎はこれが監督昇進第一回作品となる。

### ストーリー
長距離トラックの運転手である平山源太郎（坂上二郎）は、世話好きでお人好の独身三十七歳である。源太郎は母とみ（ミヤコ蝶々）と二人暮らしだが、配送途中の新潟の国道沿いで、男に乱暴されそうになっている娘沢弘子（榊原るみ）を助けた。弘子は東京のキャバレーで働く友人を頼って家出を決意し、上京する途中だった。事情を聞いてお人好しの源太郎は家に連れて帰って来た。母親の許しも得て弘子は源太郎の家でしばらく暮らすことになった。そんなところに腹違いの兄弟の五郎（萩本欽一）が帰ってきた。調子のいい五郎は弘子に近づきデートに誘う有様。源太郎の弘子に対するピュアな想いと周りを巻き込む騒動が次々に起こっていく。

### スタッフ
- 製作：名島徹
- 監督：宮崎晃
- 原作：山田洋次、稲垣俊
- 脚本：宮崎晃、大西信行
- 撮影：加藤正幸
- 美術：重田重盛
- 照明：佐久間丈彦
- 音楽：木下忠司
- 録音：栗田周十郎
- 調音：小尾幸魚
- 編集：大沢しづ
- 助監督：大嶺俊順
- スチール：赤井博且

### キャスト
- 平山源太郎：坂上二郎
- 平山五郎：萩本欽一
- 沢弘子：榊原るみ
- 道子：倍賞千恵子
- 秀男：高橋長英
- 女：佐々木梨里
- 金子実：黒木進
- バーテン：佐藤蛾次郎
- 田中：梅野泰靖
- 見合い相手の叔父：浜村純
- 主任：田武謙三
- 母とみ：ミヤコ蝶々